# Szent Fruzsina
Alexandriai Fruzsina vagy görögösen Eufrozina (ógörög: Εὐφροσύνη) egyházi nevén Szent Fruzsina (ógörögül: Άγια Ευφροσύνη), (Alexandria, 414 körül – Alexandria közelében, 470) szentként tisztelt ókori egyiptomi remetenő.
Több kutató, köztük Johann Peter Kirsch egyháztörténész legendának nyilvánította az élettörténetét.

## A legenda
Az alexandriai gazdag és előkelő Paphnutiosz leányaként született. Szüleinek sokáig nem született gyermekük, édesanyja ezért fogadalmat tettː ha gyermeke születik, isteni szolgálatra fogja adni. Fruzsina megszületése után azonban megfeledkezett ígéretéről, és inkább a világi örök felé terelte a leányát. Fruzsina ennek ellenére már fiatal korától kezdve vágyódott a magány és az aszketikus életforma után, és az egyiptomi pusztákban élő remeték közé vágyódott. Édesapja ezzel szemben férjhez akarta adni, ezért Fruzsina 18 évesen titokban elszökött a szülői házból, és férfiruhát öltve mégis a remeték közé költözött.
Fruzsina Smaragd álnéven jelentkezett a remeték főnökénél, Theodosziosznál. Theodosziosz egy félre eső rideg cellát és egy szentéletű, bölcs remetét jelölt ki Fruzsina számára, aki örömmel vetette bele magát az új életformába. Szülei ezalatt hasztalan keresték – éppen a környező pusztákban is, de nem akadtak a nyomára. Édesanyja maga többször beszélt remetékkel, köztük leányával is, de nem ismerte fel az ápolatlan külsejű, durva férfiruhába öltözött, aszkézistől kemény arcú Smaragdban Fruzsinát.
Fruzsina 38 éven keresztül élt az egyiptomi pusztában, és 56 éves korára szervezete teljesen legyöngült az önként vállalt szenvedések következtében. Halálos ágyán fekve elhívatta öreg édesanyját, és feltárta előtte valódi személyazonosságát. A leánya életben létét titokban remélő édesanya nagyon boldog volt a találkozás után, és örömmel emlegette, hogy az általa elmulasztott fogadalom teljesítése így mégis megvalósultː Fruzsina Istennek szentelte az életét. Fruzsina halála után édesanyja hátralévő néhány napját leánya cellájában fekve bűnbánban töltötte.
Fruzsinát Egyiptomban temették el, maradványait azonban később Franciaországba vitték, és Compiégne-hez közeli Beaulieuban helyezték nyugalomra. 

## Tisztelete
Ünnepét január 1-én üli a katolikus egyház.